# Fréjustunnel (spoorwegen)
De Fréjustunnel is een 13,7 km lange spoortunnel tussen Frankrijk en Italië onder de Mont Cenis en wordt in Frankrijk ook aangeduid als Tunnel de Mont-Cenis.

## Geschiedenis
De eerste plannen voor een spoorverbinding tussen Savoye en Piëmont dateren al van 1848. De verbinding zou een kortere route vormen dan de, op dat moment in aanbouw zijnde, spoorlijn langs de Middellandse Zee. Zowel voor de verbinding tussen Parijs en Rome als die tussen Engeland en Brindisi als aansluiting op de boot naar India via het Suezkanaal zou dit de snelste verbinding vormen. De ontwerpers van de spoorlijn tussen Lyon en Turijn kozen hierbij voor de bouw van een langere tunnel op een lager niveau, dit in tegenstelling tot de Semmeringspoorlijn en de Brennerspoorlijn in Oostenrijk waar gekozen was voor een korte tunnel vlak onder de top.
Door politieke onrust duurde het tot 1856 voordat met de voorbereidingen van de bouw werd begonnen. De definitieve aanbesteding volgde op 14 mei 1857 met een contract met aannemer Lafitte & Cie voor de bouw van een tunnel tussen Modane en Bardonecchia. Het contract werd op 29 juni 1857 door kamer en senaat bekrachtigd zodat de bouw kon beginnen. Toen op 31 augustus 1857 werd begonnen met de bouw schatte de aannemer dat hij minstens 25 jaar nodig zou hebben om het werk te klaren, maar het viel mee, doordat in de tussentijd het dynamiet werd uitgevonden, en de tunnel was al in 1871 klaar voor gebruik.

## Aanleg
De bouw van de tunnel kwam onder leiding te staan van M.Grandis, M. Sommeiller en Grattioni. De eerste stappen van de bouw werden gezet door de geologen Sismonda en Elie de Beaumont met een onderzoek naar het gesteente waardoor de tunnel zich een weg moest banen. Zij concludeerden dat het tracé voornamelijk bestond uit kalkrijk leisteen en kwartsiet. Volgens deze geologen duurde het 2,5 uur om een gat van 71 centimeter te hakken in leisteen en duurde het 8 uur om een gat van 50 cm te hakken in kwartsiet. Om dit probleem te verhelpen bedacht Sommeiller een constructie om met behulp van luchtdruk een boormachine te ontwikkelen.
De omstandigheden waarin arbeiders moesten werken waren vaak erbarmelijk. De temperatuur in de tunnel was constant tussen de 20 en de 30 graden Celsius. Daarbij kwam nog het vele stof wat vrij kwam bij het boren. Daarnaast was er in die tijd geen sprake van een veilige werkomgeving. Aan de Franse kant kwamen 36 werkers om het leven. 12 daarvan door vallend gesteente, 2 kwamen om door een val van een grote hoogte, 14 daarvan kwamen om na aanrijding met een wagon, 3 daarvan door een vroegtijdige explosie en 5 werkers kwamen om na een explosie van buskruit. Aan de Italiaanse zijde zijn dergelijke gegevens niet genoteerd.
De totale kosten kwamen uit op 3 miljoen pond. Dit komt overeen met grofweg 250 pond per meter. Daarvan werden machines en 4000 werknemers bekostigd. Geologen Sismonda en Elie de Beaumont kregen gedeeltelijk gelijk in hun verwachting dat de berg zou bestaan uit voornamelijk kalkrijk leisteen en kwartsiet.
Het uiteindelijke materiaal waaruit de berg bestond werd als volgt genoteerd.
| Steenpuin              | 128 meter      |
| antraciet met leisteen | 1967,35 meter  |
| Kwartsiet              | 381,40 meter   |
| Anhydriet              | 220,15 meter   |
| Compact kalkrijk rots  | 34 meter       |
| Talcose leisteen       | 49,30 meter    |
| Compact kalkrijk rots  | 21,82 meter    |
| Anhydriet              | 29,73 meter    |
| Kalkrijk leisteen      | 21,20 meter    |
| Anhydriet              | 14,20 meter    |
| Kalkrijk leisteen      | 396,85 meter   |
| Anhydriet              | 70,45 meter    |
| Kalkrijk leisteen      | 8899,10 meter  |
| Totaalsom              | 12233,55 meter |

Vanaf het werk begon in 1857 is er aan de Franse kant 725 meter met de hand gedaan en 921 meter aan de Italiaanse kant. De uitvinding van Sommeiller werd in 1861 in gebruik genomen en voltooide 6355,25 meter aan de Franse zijde en 4232,30 meter aan de Italiaanse. De tunnel bleek 13 meter langer dan men had berekend.
Helaas heeft ingenieur Sommeiller de opening van de tunnel nooit mee gemaakt. Hij overleed in juli 1871, kort voor de daadwerkelijke opening van de tunnel. Ingenieur Grattoni ontving diverse onderscheidingen voor zijn werk, onder andere voor zijn bijdrage aan de eerdergenoemde boormachine aangedreven met luchtdruk uitgevonden door Sommeiller. De temperatuur in het midden van de tunnel varieert amper en blijft constant op circa 17 graden Celsius (meting gedaan in 1891).

## Operationeel
In 1868 werd een verdrag tussen Italië en Frankrijk opgesteld met betrekking tot de dienstregeling, waarbij tevens de opening van de tunnel werd vastgelegd op 31 december 1871. Uiteindelijk werd de tunnel op 17 september 1871 geopend en de treindienst op 16 oktober 1871 gestart. De exploitant van de tunnel, de Società per le Ferrovie dell'Alta Italia, voerde de dienst tussen Modane en Turijn uit met stoomtractie en de tunnel was daarom voorzien van grote ventilatoren om stoom en rook weg te zuigen.
In 1905 werden de Ferrovie dello Stato opgericht en in 1912 volgde de elektrificatie van de tunnel met draaistroom naar het voorbeeld van de Simplontunnel. Na de Eerste Wereldoorlog werd ook de Franse toerit geëlektrificeerd, daar met een derde rail. Zodoende had de Fréjustunnel te maken met twee unieke elektrische systemen. In 1961 werd in Italië omgeschakeld op standaard bovenleiding met 3000 V= en Frankrijk volgde in 1966.

## Beroemde treinen
De eerste beroemde trein door de tunnel was de Indian Mail van de Britse posterijen, die hiermee de postdienst tussen Engeland en de haven van Brindisi onderhield om vanaf Brindisi per schip via het, in 1869 geopende, Suezkanaal India te bereiken. In 1890 volgden de Rome Express en de Peninsular Express van de Compagnie Internationale des Wagons-Lits (CIWL).
Na de Tweede Wereldoorlog kwam in 1957 de TEE Mont Cenis in dienst op de route Lyon - Milaan via de Fréjustunnel, deze trein reed tot 1972. In 1987 gingen de EC-nachttreinen Stendhal en Palatino gebruikmaken van de tunnel. Op 29 september 1996 kwamen de Italiaanse Eurocities Fréjus, Mont Cenis en Monginevro in dienst op het traject Lyon - Turijn. Deze treinen werden verzorgd door ETR 460-treinstellen. Naast deze drie kwamen op die dag ook twee Franse Eurocity's voor de verbinding Parijs - Milaan, de TGV's EC Manzoni en EC Alexandre Dumas in dienst.
Door technische problemen verdwenen de Italiaanse treinstellen op 15 december 2002. Op 14 december 2003 verdwenen de Italiaanse Eurocity's op dit traject helemaal. Het aantal TGV's tussen Parijs en Milaan via de Fréjustunnel werd toen, met de EC Caravaggio, uitgebreid tot drie.

## Basistunnel
In 1994 is een studie gestart om te komen tot een basistunnel onder de Mont Cenis, de Mont d'Ambin-basistunnel. Door de tunnel aan de voet (basis) van de berg te boren wordt, net als bij de andere basistunnels, de treinen een flinke klim bespaard en kan ook een groot aantal bochten, die nodig zijn om de helling niet te steil te maken, worden vermeden. Hierdoor zijn ook hogere snelheden en/of zwaardere treinen mogelijk. In 2001 hebben Frankrijk en Italië een verdrag gesloten tot de aanleg van de basistunnel en nieuwe toeritten. Het geologisch onderzoek is in 2005 gestart en volgens de eerste plannen zou de basistunnel in 2018 gereed moeten geweest zijn. In 2019 werden de eerste offerte-aanvragen voor de constructie van de tunnel zowel in Frankrijk als in Italië uitgeschreven.